# Soong May-ling
Soong May-ling eller Soong Mei-ling (kinesisk: 宋美齡; født 5. marts 1898, død 23. oktober 2003), også kendt som Fru Chiang Kai-shek eller Fru Chiang, var en kinesisk politisk figur, som var førstedame i Republikken Kina som hustru til generalissimo og præsident Chiang Kai-shek. Soong spillede en fremtrædende rolle i republikkens politik, og hun var svigerinde til Sun Yat-sen, der var grundlægger og leder af republikken fra 1912. Hun var aktiv i dagliglivet i sit land og indtog mange formelle og praktiske poster, herunder som formand for Fu Jen katolske universitet. Under den 2. kinesisk-japanske krig samlede hun folket til modstand mod den japanske invasion, og i 1940'erne besøgte hun flere gange USA for via en række offentlige taler, blandt andet i Kongressen i 1943, at hente støtte til kampen. Hun var den yngste og sidste overlevende af de tre Soong-søstre og den eneste førstedame under anden verdenskrig (bortset fra Elizabeth, dronningemoderen i Storbritannien, der nåede at opleve 2000-tallet. Hun levede i tre århundreder.
Soong studerede i sin ungdom i USA, og hun blev i 1927 gift med Chiang. Blandt hendes politiske handlinger var at virke som regeringens talsmand i udenrigspolitiske spørgsmål, og hendes forbindelser til de højeste cirkler i USA var med til at skaffe Kina store bevillinger fra USA til genopbygningen af landet efter anden verdenskrig. I 1930'erne og 1940'erne var Chiang og Soong kendt over hele verden, og Time havde parret på forsiden som "Man and Wife of the Year" 3. januar 1938; desuden optrådte hun to gange alene på forsiden. Da Chiang ikke kunne holde stand mod Mao Zedong og kommunisterne, rejste han med hustruen til Taiwan, og sammen var de fortsat meget indflydelsesrige indtil 1970'erne, hvor Chiang blev syg og døde i 1975. Derpå flyttede Soong til USA, hvor hun levede en tilbagetrukket tilværelse. Hun var mod slutningen af sit liv ramt af kræft, som hun modtog langvarige behandlinger for.